# コムソモリスク・ナ・アムーレ市電
コムソモリスク・ナ・アムーレ市電（ロシア語: Трамвай Комсомольска-на-Амуре）は、ロシア連邦ハバロフスク地方のコムソモリスク・ナ・アムーレにて運行されていた路面電車である。ロシア連邦およびソビエト連邦（ソ連）で最も東に存在した路面電車でもあった。

## 概要

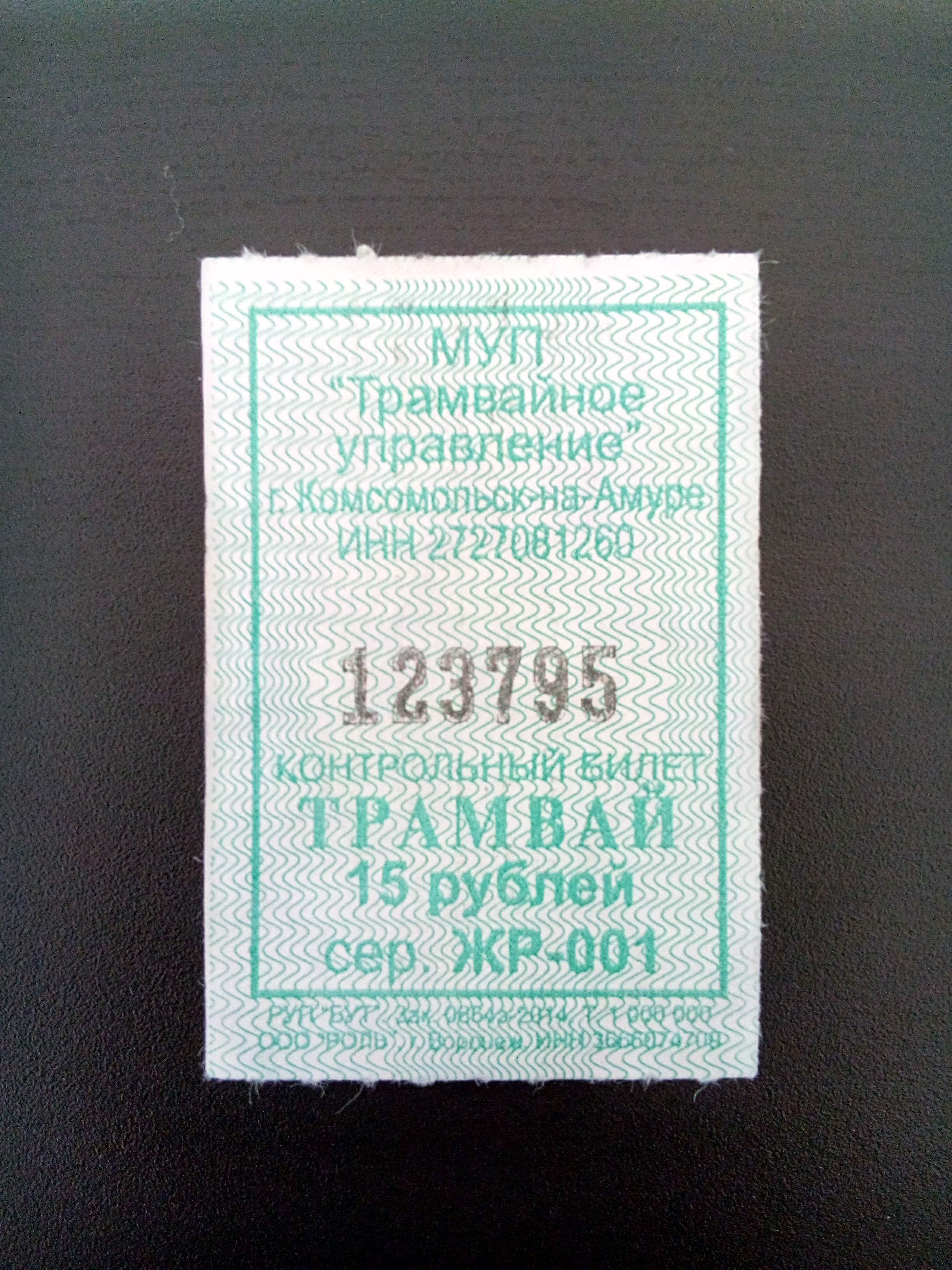
2014年時点での乗車券（15ルーブル）

1957年11月6日に鉄道駅（コムソモリスク・ナ・アムーレ駅）から河川港までの区間が開業し、KTM / KTP-1型車両が導入された。翌1958年には冶金公園駅からペルミ通り駅までの区間が、1961年12月5日には冶金公園駅からジョムギ駅までの区間が開通した。廃止直前には4系統のみが運行されていた。2011年4月以前の運賃は13ルーブルであったが、その後は頻繁に運賃が値上げされ、2016年4月21日以降は16ルーブルとなった。2018年10月1日に全線が廃止された。

## 路線
廃止時点で以下の4系統が運行されていた。
- 1番 :Железнодорожный вокзал (Zheleznodorozhniy vokzal)駅（鉄道駅） - Металлургов (Metallurgov)駅（冶金公園駅）
- 2番 :Железнодорожный вокзал (Zheleznodorozhniy vokzal)駅（鉄道駅） - Набережная (Naberezhnaya)駅（河川港駅）
- 3番 :Металлургов (Metallurgov)駅（冶金公園駅） - Набережная (Naberezhnaya)駅（河川港駅）
- 5番 :Железнодорожный вокзал (Zheleznodorozhniy vokzal)駅（鉄道駅） - Дзёмги (Dzemgi)駅 （ジョムギ駅）

## 車両
| 形式    | 両数 | 画像 |
| ------- | ---- | ---- |
| RVZ-6M2 | 19   |      |
| KTM-5M3 | 9    |      |
| LM-93   | 10   |      |
| LM-99   | 2    |      |
| 合計    | 40   |      |